# Ulmanato ranquel
El ulmanato ranquel (del mapudungún: ülmen, que se traduce como hombre rico o poderoso) fue una confederación de pueblos indígenas de la región pampeana de Argentina. Desde las últimas décadas del siglo XVIII hasta 1879 mantuvieron su independencia respecto del poder colonial español, y de su estado sucesor argentino, bajo el mando unificado de los úlmenes (o lonco che). Su sede principal se hallaba en Leubucó en la actual provincia de La Pampa. 
Su territorio abarcaba el área entre el río Chadileuvú (o Desaguadero-Salado) al oeste, las Salinas Grandes al sur y el centro-oeste de lo que hoy es el interior de la provincia de Buenos Aires por el este. El límite norte era la línea aproximada que pasaba por los parajes de Leplep, Agustinillo, el Monte de la Vieja y la laguna del Cuero, aunque en algunos momentos alcanzó el río Quinto y tal vez también el Cuarto.

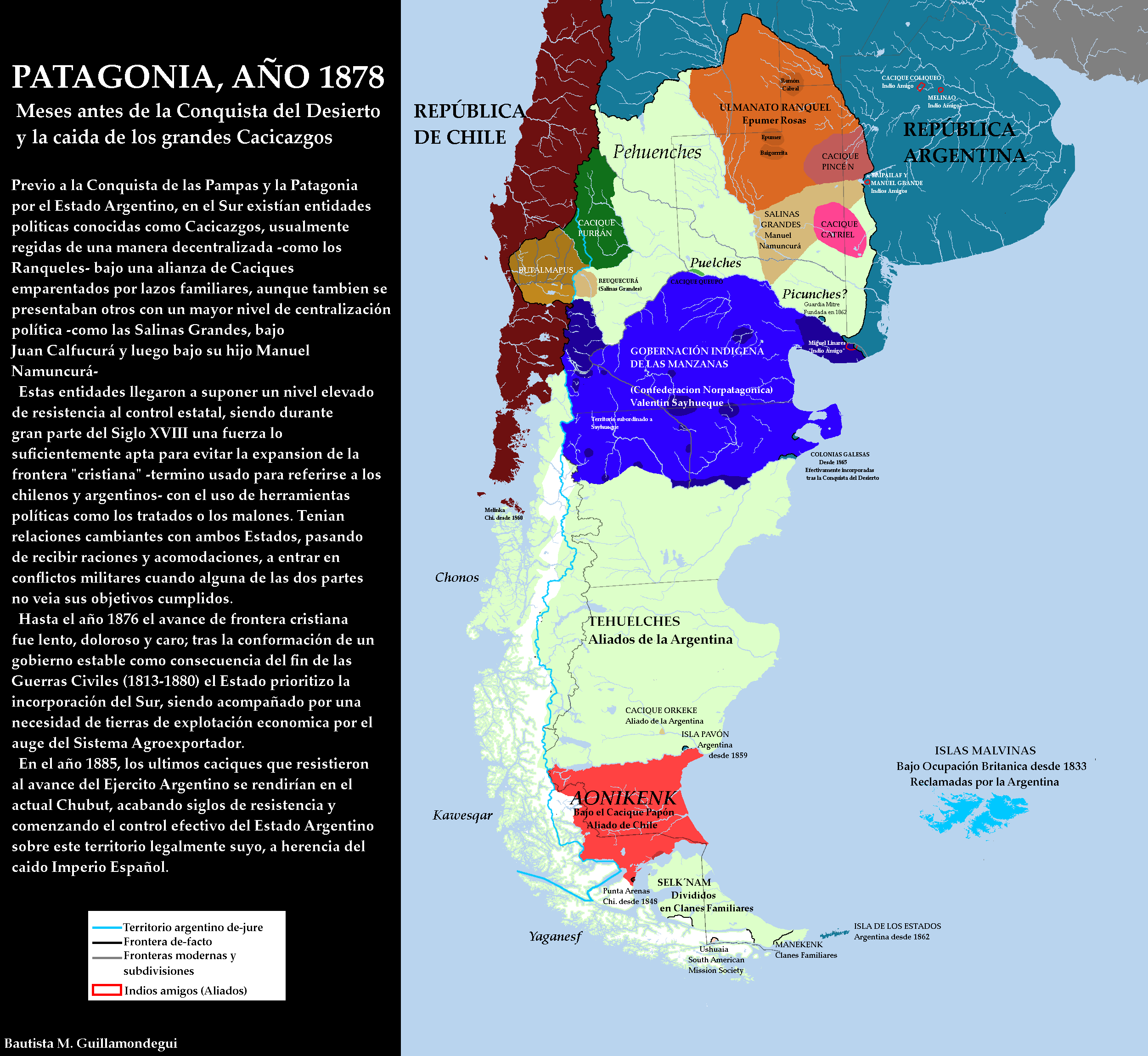
Mapa de la Patagonia Austral en el año 1878, en el cual se observa el Ulmanato Ranquel.

## Origen de los ranqueles
Según la cultura ranquel, este pueblo es un subgrupo de la nación puelche de los mamulches (del mapudungun: mamül: leña; che: gente; gente del monte), la cual estuvo conformada por diferentes pueblos: chadiches (salineros), looches (jarilleros o medaneros), chicalches (de los chañares), canuelooches (de las arcillas) y rankulches (los del carrizal), que abarcaban un territorio que se encontraba entre el río Negro, el río Neuquén, el río Grande, el río Diamante, sur de San Luis, sur de Córdoba, sur de Santa Fe y la franja centro-oeste de lo que hoy es el interior de la Provincia de Buenos Aires. Durante el liderazgo del ulmen Yanquetruz entre los ranqueles, los términos mamulche y rankulche se confundieron definitivamente al desaparecer la identidad de los demás grupos y fueron araucanizados por la llegada de grupos mapuches.
Autores como Rodolfo Casamiquela, Carlos Rusconi y Jorge Fernández Chitti afirmaron que los ranqueles son el remanente de los cazadores-recolectores del complejo tehuelche: pampas cordobeses y cuyanos, chiquillanes, michilingues, puelches algarroberos, etc. Casamiquela expuso que eran la fracción oeste de los querandíes que fue tehuelchizada primero y luego araucanizada por los pehuenches del norte del Neuquén. Fernández Chiti, siguiendo a Rusconi, cree que eran pehuenches (huárpidos) de Ranquil ―en el norte del Neuquén, entre las actuales localidades de El Cholar y Ñorquin―.
Otros autores, como Ana Fernández Garay y Pedro Eduardo Steibel, sobre la base de registros históricos, los consideran de origen pehuenche y huiliche. Como consecuencia del comercio entre los pampeanos con los mapuches del oeste de los Andes, hacia 1725 ya existían dos caciques pehuenches, con unas 70 familias, instalados entre los pampeanos en la región limítrofe de Neuquén y Mendoza en donde predominaban los cañaverales (carrizales), área llamada Ranquil o Rankel. Hacia 1750 comenzaron a ser llamados ranqueles (gente del carrizal), para diferenciarlos de las otras fracciones pehuenches de la región, por ejemplo la de Varvarco y después de 1770 de la de Malalhue (Malargüe). Los artículos principales de la región pampeana (Puel Mapu de los mapuches) que eran comercializados en la Araucanía eran el ganado vacuno y la sal, mientras que a cambio recibían textiles, azúcar y bebidas alcohólicas.
Como parte de la rebelión pehuenche de 1769, pehuenches y ranqueles neuquinos efectuaron un malón sobre la ciudad de Mendoza.

## Llanquitur
Entre 1775 (primeros registros coloniales de la presencia ranquel en La Pampa) y 1790 un grupo de esos pehuenches ranquelinos avanzó desde los faldeos andinos hasta el territorio que denominaron Mamül Mapu (del mapudungun: mamül: leña; mapu: tierra, territorio) ya que lo encontraron cubierto por bosques de caldén, algarrobo y chañar. Fue así que se establecieron entre los ríos Cuarto y Colorado, desde el sur de las actuales provincias de San Luis y Córdoba, hasta el sur de la provincia de La Pampa. Entre ellos se hallaba el cacique Carripilún el ranquelino (Carripilón o Carripilum, cuyo significado es Máscara Verde u Orejas Verdes), nacido en Ranquil, y establecido en La Pampa hacia 1789. En 1779 los hermanos huiliches Llanquitur y Paillatur ya se habían asentado en el Mamül Mapu con un grupo de huiliches y pehuenches (probablemente lo hicieron entre 1765 y 1770).
En marzo de 1776 fue realizada la primera expedición española a la Pampa central al mando del coronel de milicias José Benito Acosta, quien con 1050 hombres partió de Punta del Sauce (La Carlota) por el camino de las Víboras (o Marivilú) y atacó las tolderías del cacique Lebián en Telén.
En 1778 el virrey del Río de la Plata Pedro de Ceballos nombró a José Francisco de Amigorena maestre de campo de milicias de Mendoza y San Juan, agregándole el virrey Juan José de Vértiz y Salcedo el mando de las milicias de San Luis. Amigorena llevó adelante una guerra ofensiva contra los indígenas, expedicionando 15 veces. En 1779 expedicionó hasta el río Atuel. Les ofreció la paz, que parte de los pehuenches de Malargüe aceptaron, pero la negociación con el cacique ranquel Carripilún no se concretó y Amigorena llevó adelante una segunda ofensiva militar en febrero y marzo de 1781.
En marzo de 1780 ranqueles y aucas araucanos atacaron Río Cuarto. En una carta de Amigorena a Vértiz datada el 30 de mayo de 1780, figura una lista de caciques ranqueles asentados en Chadileo, cerca de la confluencia del Chadileuvú con el Colorado, donde luego los hermanos Pincheira levantaron un campamento:

Nomina de los Caciques Guilliches que se hallan en el parage que llaman los Montes en las Pampas de la Capital de Buenos Aires. A saber Lefnopan, Chanafilo, Laypan, Caley, Caripi, Llanquetruz, Antemay, Ancalan, Payllatur, Calimilla, Ancapi, Pueñan (...)

He tenido a bien incluir a V.E. los nombres de los Caziques Guilliches, que con separación de lugares, que entre ellos le dan el nombre de reduccion, se hallan en el paraje que llaman los montes, a orillas del Rio grande, según declaracion de las cacicas prisioneras, que se hallan en mi poder,...y son los mismos indios que invaden las fronteras de esta Capital y Ciudad de Cordoba. Estos caciques, según relacion de estas, cada uno tiene a su mando 90 indios, y algunos de asiento, los que se hallan con abundancia de ganados, y demas Hacienda de valor.

En el invierno de 1782 el cacique tehuelche Lorenzo Calpisqui firmó un tratado de paz con el virrey Vértiz, quien lo reconoció como cacique principal de todas las pampas. Se permitió a los indígenas usufructuar los ganados cercanos a los fuertes a cambio de alertar sobre los movimientos de los ranqueles. En 1783 una coalición de ranqueles, tehuelches y pampas que no adhirieron al tratado atacó Luján, Navarro y La Choza.
Entre febrero y marzo de 1784 Amigorena expedicionó en busca de Llanquitur y de Paillatur, pero ambos escaparon hacia los Andes y luego firmaron la paz con los españoles de Concepción en Chile. En diciembre de 1784 el cacique ranquel Ignacio Creyó, que estaba refugiado entre los pehuenches de Ancán Amún, fue asesinado por estos junto con su tribu, al sospechar que informaba a Llanquitur.
Entre abril y mayo de 1787 Amigorena expedicionó hacia La Pampa, sin hallar a Llanquitur. El 11 de octubre de 1787, cerca del río Salado, fue realizado un parlamento entre Amigorena y los pehuenches de Varvarco. Pero el cacique huiliche Lanquetur (Llanquitur o Yanquetruz el rebelde, ascendiente directo de Yanquetruz el fuerte) continuó en guerra hasta que pidió la paz. La guerra entre los pehuenches de Malargüe y los huiliches y ranqueles instalados en La Pampa se había desatado por el control de los pasos cordilleranos de Villucura, Antuco, Alico, Anegado, Cerro Colorado y Curicó, que estaban en poder pehuenche, y continuó hasta 1794 cuando los caciques principales Canapayún (huiliche) y Carripilún (ranquel) pidieron la paz a los pehuenches, quienes la aceptaron en mayo de 1794.
En marzo de 1788 Pablo Levenopán y el pehuenche rebelde Calbuyllán se presentaron en el Fuerte de San Carlos, separándose de Llanquitur. Este volvió a la guerra a fines del invierno intentando atacar a los pehuenches de Varvarco, pero fueron auxiliados por 40 milicianos chilenos al mando del sargento Francisco Vivanco y el 16 de diciembre de 1788 fue muerto por el pehuenche Currilipy (Currilipi). Siendo luego asesinado Currilipy con su tribu, en pleno invierno, en venganza por los huiliches de Comepayu (Caneu Payun), sucesor de Llanquitur.

## Carripilún
En septiembre de 1794 Carripilún y Cheglén (Treglén, Llanguelén o Yanguelén) firmaron la paz con el comandante de la frontera de Córdoba, Simón de Gorordo, pero la negociación con Mendoza continuó demorada. Una epidemia de viruela diezmó ese año a muchos indígenas, muriendo varios caciques, produciéndose además enfrentamientos entre huiliches y ranqueles. En 1796 el virrey Vértiz aprobó la paz entre los pehuenches y ranqueles, comunicándoselo a Carripilún para que se presentase a firmarla.
Recién el 6 de julio de 1799 fue firmado por Amigorena en el Fuerte de San Carlos el tratado de paz de los ranqueles con Mendoza, con la presencia de los pehuenches de Pichicolemilla, que también firmaron la paz con los ranqueles. Se reconoció como cacique gobernador de los ranqueles a Carripilún. Los huiliches continuaron en guerra con los españoles y Carripilún se comprometió a informar sobre sus movimientos hostiles.
En 1806 el coronel Luis de la Cruz con 20 soldados recorrió en 47 días desde el Fortín Ballenar (Antuco) en Chile hasta Melincué para levantar un mapa, sin ser molestado por los pehuenches ni los ranqueles, con quienes confraternizó. Cruzó la cordillera de los Andes por el Paso de Antuco. Carripilún, quien viajó pero no pudo entrevistarse con el virrey Rafael de Sobre Monte, ofreció a este 3000 lanceros para enfrentar las Invasiones Inglesas. En diciembre de 1806 viajaron por ese motivo a Buenos Aires los caciques ranqueles Epumer, Errepuentu y Turuñancúu, junto con los caciques de otras tribus: Negro, Chulilaquini, Parylaguán, Cateremilla, Marcius, Guaycolau, Peñascal, Lorenzo y Quintín. La ayuda fue agradecida, pero no aceptada.
De la Cruz dejó un detalle de los pueblos de la región:
- Al oeste, hasta el océano Pacífico, los pehuenches (gente de los Pinares) cuyo cacique, Puelman, lo acompañó en el viaje.
- Al sur del río Negro, los tue huiliches (tehuelches septentrionales), del cacique Guerahueque.
- Al sur de los anteriores, los tue huiliches (tehuelches meridionales), del cacique Cagnicolo.
- Al sur de los anteriores, los magallánicos.
- En el centro de la Pampa estaban los mamülches o rankülches, del cacique Carripilún, el ranquelino. Su sede se hallaba en Cura Lauquen, Marivil (Telén).

Reconocían en 1806 como ulmen a Carripilún los caciques:
- Quillán, asentado en dirección a las Salinas Grandes;
- Paillatur, en dirección a Buenos Aires;
- Curritipay, hacia el sudoeste;
- Treglén, hacia el norte.

A mediados de 1810 la Primera Junta de Buenos Aires negó auxilios militares a los indígenas de las Salinas Grandes que los solicitaban para defenderse de los intentos de Carripilún por tener derechos exclusivos de explotación de la sal.
En 1818 llegó Yanquetruz (el fuerte) a Leubucó junto a un centenar de guerreros huiliches procedentes de Chile, llegando con él su esposa Carú Luán (Guanaca Verde) y su hijo Pichún (Pichuiñ Guala: "Plumas de Patito"). Se destacó en los malones y adquirió suficiente fama y poder como para ser elegido jefe de los ranqueles a la muerte de Carripilún.
Desde 1818 el cacique ranquel Pablo Levenopán avanzó sobre las Salinas Grandes desalojando de la zona a otros grupos indígenas. Al ranquel Pablo Levenopán le sucedió en el mando del Gobierno de las Salinas el boroga Juan Ignacio Cañiuquir (Caniucuiz, Cañuquir o Cañiquir).
El 27 de noviembre de 1819 el delegado directorial Feliciano Chiclana firmó en Telén el Tratado de Paz de Chranantue con un consejo de 16 caciques ranqueles encabezados por Carripilún. Este se comprometió a no dar apoyo a los maturrangos, a quienes jamás protegerían, esto es, a entregar a los españoles, y a los ladrones y bandoleros que hubiera en sus tolderías y a permitir que la frontera criolla avanzara de 2 a 4 leguas desde la margen derecha del río Salado, a cambio, los ranqueles tendrían el monopolio del abastecimiento de sal a Buenos Aires (lo que no se cumplió).
El 1 de febrero de 1820 se produjo la Batalla de Cepeda, en la que los caudillos federales vencieron al directorio, participando fuerzas ranqueles del lado de los primeros.
Carripilún falleció el 13 de marzo de 1820.

## Yanquetruz
El 3 de diciembre de 1820 fue saqueado el pueblo de Salto destruyéndoselo completamente, asesinando a los hombres y esclavizando como botín de guerra a las mujeres, quedando cautivos 250 mujeres y niños. La guarnición de 30 soldados del Fuerte de Salto fue totalmente asesinada. Se conoció luego que el malón fue comandado por el ex director supremo de Chile José Miguel Carrera junto con 2000 indígenas de los caciques ranqueles Pablo Levenopán y Yanquetruz y 500 desertores, bandoleros y prófugos de la justicia. Carrera había tomado el centro de detención de Las Bruscas, liberando a muchos detenidos realistas chilenos y entró en tratos con los ranqueles para obtener paso hacia Chile. También sufrieron malones los pueblos de Rojas y Chascomús. En febrero de 1821 Carrera se internó hacia el sudoeste.
A consecuencia de estos ataques, el gobernador de Buenos Aires, Martín Rodríguez, realizó dos campañas militares (Campañas de Martín Rodríguez contra los indígenas) en 1820 y 1822. En octubre de 1823 una coalición de 5000 ranqueles, pampas y tehuelches atacó en simultáneo el sur de Santa Fe, Luján, Tandil y Chascomús. Juan Manuel de Rosas al frente de milicias logró rescatar de los tehuelches 120 000 cabezas de ganado y Rodríguez inició una tercera campaña en marzo de 1824.
En 1825 el cacique ranquel Pallastrus, descontento por la interrupción de los regalos que efectuaba el gobierno, amenazó Sampacho e invadió San Lorenzo, el Morro y Portezuelo en San Luis, logrando que se reanudara la entrega de regalos. La paz en esa zona, aumentó el conflicto sobre Buenos Aires. El 20 de diciembre de 1825 Rosas firmó el Tratado de la Laguna del Guanaco con 39 caciques y 50 representantes indígenas dirigidos por Chañil, pero no participó Pallastrus.
En 1828 fuerzas irregulares de San Luis, rompiendo el tratado de paz de esa provincia con los ranqueles, atacaron una toldería ranquel y en diciembre regresaron con 600 hombres en un nuevo ataque, pero fueron masacrados por los ranqueles en la laguna del Chañar, atacando también los actuales departamentos de San Martín y Pringles. En enero de 1829 los ranqueles fueron reforzados por fuerzas pincheirinas y atacaron Punilla, Estanzuela y Las Pulgas.
El 28 de marzo de 1829 el coronel Federico Rauch murió a manos del cacique ranquel Nicasio Maciel (apodado Arbolito) en la Combate de las Vizcacheras (en el actual partido de Rauch) luego de plegarse a la sublevación unitaria de Juan Lavalle. Los caciques Nicasio Maciel y Mariano Rosas formaban parte de las fuerzas aliadas a Rosas, del bando federal.
El 14 de diciembre de 1830 los boroanos acordaron una alianza con Yanquetruz. El acuerdo se arregló en el paraje Chillué (actualmente valle Argentino en la provincia de La Pampa) en el que participaron 26 caciques boroanos, 19 caciques ranqueles del bando de Yanquetruz y 9 caciques ranqueles del bando de Pablo Levenopán, adhiriendo todos a la alianza de los boroanos con Rosas e iniciando operaciones contra los hermanos Pincheira en el sur de las provincias de San Luis y de Mendoza.

(...) los indios de la Jarilla unidos a los del Salado, al mando de Painé y Llanquetru respectivamente, se ponen en marcha para atacar a los Pincheira y sus aliados.
Carta del gobernador de San Luis al gobernador de Mendoza de 14 de febrero de 1831.

El 19 de agosto de 1831 los caciques boroanos Cañiuquir, Rondeau, Canuillán y Melín junto con Yanquetruz sitiaron Río Cuarto y se llevaron el ganado de las estancias cercanas poniendo como pretexto que actuaban contra los unitarios de Córdoba, aunque esta provincia ya estaba en poder de los federales. Actuaron en forma pacífica y enviaron a Rosas a doce unitarios refugiados entre las filas de Yanquetruz (entre ellos el exgobernador de San Luis, coronel Luis Videla y el teniente coronel Cuadra). Al parecer actuaron así guiados por versiones de una ruptura de su alianza con Rosas y un ataque general contra ellos. Las acciones de Río Cuarto terminaron rompiendo la alianza de Yanquetruz con los boroganos y con Rosas y en octubre de 1831 Yanquetruz acogió a un grupo de unitarios encabezados por Manuel Baigorria.
En 1832 los ranqueles atacaron Las Pulgas, el Morro y Renca en San Luis, llevándose 12 000 cabezas de ganado.
Entre 1833 y principios de 1834 se produjo la Campaña de Rosas al Desierto, que tenía entre sus objetivos principales derrotar a los ranqueles de Yanquetruz. La columna del centro, al mando de José Ruiz Huidobro (comandante de la frontera sur de Córdoba) chocó directamente contra los ranqueles el 16 de marzo de 1833 cerca de la laguna del Corral Garriu (o laguna de Las Leñitas) y luego Ruiz Huidobro se dirigió al sur de las Acollaradas, en donde se encontró con Yanquetruz, quien con 1000 guerreros viajaba a realizar un malón en Córdoba, produciéndose la Batalla de las Acollaradas. Entre las fuerzas de Yanquetruz estaban los caciques Carrague, Painé, Eglaus, Pichún y Calquín. Ruiz Huidobro obtuvo el triunfo, mientras que Yanquetruz debió retirarse hacia el sudoeste, teniendo 160 muertos, entre ellos dos de sus hijos (Rulcó y Paillá). Las familias de los indígenas y 700 caballos quedaron en poder del vencedor.
Ruiz Huidobro no persiguió a Yanquetruz, pues pensaba que lo encontraría la columna de José Félix Aldao, y se dirigió hacia las tolderías de Carripilún en Leubucó, mandando batir por partidas de soldados el territorio entre Leplep y Leubucó. El 25 de marzo llegó a la laguna Trapal (en la actual provincia de La Pampa), cerca de las abandonadas tolderías. Al no recibir los recursos que debía enviarle el gobierno de Córdoba, suspendió las operaciones. Tras tomar conocimiento de que Francisco Reinafé informaba a Yanquetruz de sus movimientos y de que los indígenas se habían apoderado de sus abastecimientos dejados en reserva cerca de la laguna Soven, pidió al jefe nominal de la campaña, Facundo Quiroga, el retorno a Córdoba.
El 23 de marzo de 1833 la columna del oeste al mando de Aldao arribó a las tolderías del cacique Yaypellau en Ranquil Có. Allí Aldao tomó conocimiento de que Yanquetruz se dirigía en malón hacia Río Cuarto, por lo que dispuso marchar con sus fuerzas a los pasos del río Salado para evitar que por allí huyeran hacia la cordillera de los Andes los restos de las fuerzas de Yanquetruz, que suponía serían atacadas por la columna del centro.
Viraron al este alcanzando Cochicó sobre el río Atuel el 25 de marzo de 1833. Allí tomaron prisioneros a algunos indígenas que le ratificaron las noticias sobre lo ocurrido con Yanquetruz en las Acollaradas y siguieron el Atuel hasta llegar el 29 de marzo de 1833 a Las Salinitas, a 5 leguas del río Salado, en donde se hallaba un paso conocido.
El 30 de marzo de 1833, Aldao avanzó sobre el campamento de Yanquetruz con 400 soldados, enviando al día siguiente al coronel Velazco a ocupar el paso e isla de Limay Mahuida. Pese a que los indígenas rehuyeron el combate, Benavídez logró dispersarlos en arroyo del Rosario, tomando 250 prisioneros, rescatando 70 cautivos y apoderándose de 700 cabezas de ganado vacuno y caballar y 10 000 ovejas. En mayo el ejército acampó en una isla en el Paso de la Balsa, desde donde partieron varios destacamentos. La balsa con la que se pasaba uno de los brazos del río estaba custodiada por una compañía de fusileros cuando en la madrugada del 14 de mayo fue sorprendida por 50 ranqueles. Excepto un soldado que escapó a nado, los otros 40 fueron pasados a cuchillo, entre ellos el capitán Mosqueira, el teniente Maldonado y el ayudante Guevara.
El mismo 14 de mayo fue lanceado el cacique Barbón, de 90 años de edad, y dejado como escarmiento clavado a un palo por orden de Aldao. A mediados de octubre de 1833 las fuerzas de Aldao regresaron a Mendoza.
Rosas comunicó al boroano Cañiuquir en sus conversaciones en la bahía Blanca que los borogas debían demostrar su alianza marchando sobre los ranqueles de Yanquetruz. Debían hacerlo junto con un destacamento al mando del teniente coronel Manuel Delgado. Ambas fuerzas marcharon en busca de los ranqueles de La Pampa que se habían refugiado en los montes del río Salado. Después de una persecución de 21 días, se presentaron rindiéndose ante Delgado 300 ranqueles entre los que estaban los caciques Marileo, Antibil, Mariqueo, Gueli y Painé Carralé. Este luego sucedió a Yanquetruz, se alió con Rosas. Su hijo Panguitruz Güer fue secuestrado por los blancos, y cuidado por Juan Manuel de Rosas, quien lo hizo bautizar con el nombre de Mariano Rosas (más tarde se convertiría en el cacique principal de los ranqueles). Delgado, quien había exigido como condición a los ranqueles la entrega de la cabeza de Yanquetruz, quedó con su destacamento de 200 dragones custodiando los movimientos de unos 3000 borogas de Cañiuquir, Rondeau y Melingueo en las Salinas Grandes. Yanquetruz logró huir con unos 60 guerreros.
El coronel Martiniano Rodríguez fue también enviado con un destacamento contra los ranqueles de La Pampa a operar en combinación con el comandante Miranda. Estaba conformado el destacamento por indígenas de Catriel y de Cachul con 4 compañías de infantería de línea y 4 cañones. Logró que varios caciques del grupo de Yanquetruz se entregaran voluntariamente, trasladándolos Rodríguez junto con sus tribus y los cautivos hasta Médano Redondo.
Al final de la campaña, algunos grupos ranqueles continuaron realizando malones, uno de ellos se realizó sobre la guardia de San José de la Esquina (límite de Córdoba y Santa Fe) cuando Rosas aún estaba en Monte Redondo. El 13 de marzo de 1834 aniquilaron a los dragones de la guarnición de Río Cuarto.
En 1834 Yanquetruz regresó a su territorio e inició una campaña contra San Luis, atacando Achiras el 7 de marzo y luego El Morro y otros sitios. El 8 de octubre de 1834, fuerzas de San Luis y de Buenos Aires al mando de Pantaleón Argañaraz derrotaron a Yanquetruz y a los caciques Colipay, Pulcay, Pichun, Carrané (Caru Aguel), Pallan y Cutiño en Pampa del Molle (o del Rosario).
Con 290 indígenas sobrevivientes de las tribus de Venancio Coñoepán y de Melinquer (Melín) y soldados al mando de los coroneles Martiniano Rodríguez y Francisco Sosa, el 21 de noviembre de 1835 se produjo un ataque a las tolderías de Yanquetruz y de su hijo Pichún. Pero estos se retiraron previamente hacia el río Chadileuvú. El ataque sobre las tolderías de Painé logró la rendición de 313 individuos.
A fines de 1835 Rosas supo que caciques ranqueles viajaron al País de las Manzanas en busca de ayuda de indígenas chilenos. Manuel Baigorria confirmó este viaje en sus Memorias, señalando que Pichún regresó de Llaima con 1400 guerreros, mientras Yanquetruz estaba enfermo y oculto en las juntas del Diamante con el Desaguadero, lugar en donde murió.
En julio de 1836 los ranqueles estaban casi aniquilados, un prisionero informó que:

Según los datos dados por el hijo de este cacique [Carriague], Yanquetruz y Pichum contarían con unos 20 a 25 indios de pelea, Paine con 90, Glaucon unos 30, a los que se habían reunido los restos de Marilao y los Borogas enemigos, que alcanzaban a unos 200 de las diferentes tribus.

En agosto de 1836 los indígenas aliados del Gobierno se sublevaron en la Fortaleza Protectora Argentina, impidiendo así una expedición que hubiera terminado con los ranqueles. Los cuales se repusieron asilando a emigrados anti-rosistas, indígenas chilenos, boroanos y de la tribu de Coñoepán, de tal forma que para 1840 la mayoría de los ranqueles no había nacido en el Mamul Mapu.
Entre los caciques ranqueles subordinados a Yanquetuz se hallaban:
- Antibil: vivió en las cercanías del Leuvucó;
- Barbón: habitaba entre los ríos Atuel y Salado;
- Caniú: vivió en tas cercanías de Leuvucó;
- Coronado: vivió en las cercanías de la laguna del Cuero;
- Cuitiño: vivió en el extremo sur de la provincia de Córdoba;
- Curulonco: vivió en la Pampa central;
- Guerra: vivió en las cercanías de Leuvucó;
- Güelé: vivió en la zona de Leuvucó;
- Lincopay: vivió en la Pampa central;
- Luinthuy: vivió en la zona de Leuvucó;
- Marileo: vivió en la Pampa central;
- Mariqueo: vivió en las cercanías de Leuvucó;
- Millaqueo: vivió en la región norte de La Pampa central;
- Nahuel-Quintún
- Quepaynán: vivió en la Pampa central;
- Salas: vivió en el norte de la Pampa central;
- Thragol: vivió en Leuvucó;
- Tuquiñan: vivió en la Pampa central;
- Yanqué: vivió en el norte de la Pampa central.

## Painé
A la muerte de Yanquetruz a fines de 1836 lo sucedió su sobrino el cacique Painé Nürü (Painé Gner, Painegner, Payne, Painé Guor o Painé Guer: "Zorro Celeste" o "Zorro Azul"). Su hijo Paguithruz Gner (Panghitruz Guor: "Zorro Cazador de Pumas"; Paguitrur, Panguitruz Nürü: "Zorro Cazador de Leones") fue capturado por Yanguelén en 1834 y enviado por Rosas a su estancia El Pino, donde fue bautizado con el apellido de su padrino, Mariano Rosas. Luego de aprender tareas rurales, logró fugarse de la estancia en 1840 y volvió a las tolderías.
Luego de un entendimiento entre las provincias fronterizas, a comienzos de 1836 fue realizada una expedición en dos columnas. Una estaba al mando del coronel Algañaraz con fuerzas de Córdoba y de San Luis y la otra al mando del sargento mayor Ramón Maza con fuerzas de Buenos Aires. Las fuerzas actuaron en el sur de Córdoba y de San Luis y en el norte de La Pampa.
A fines de 1838 Painé reunió un parlamento ranquel en Leubucó que decidió expedicionar contra el cacique ranquel Yanguelén, quien enemistado con Yanquetruz se había puesto bajo la autoridad de Buenos Aires. Yanguelén fue capturado, juzgado y ejecutado. Para mantener la paz con Calfucurá, Painé hizo casar al hijo de uno de sus caciques con una sobrina de Calfucurá.
En 1840 Manuel Baigorria dirigió un malón a la provincia de San Luis, en apoyo de una revolución unitaria, dirigida por Eufrasio Videla. Lograron tomar el poder, pero sus guerreros se dedicaron a saquear la región y la reacción del general Aldao devolvió el poder a los federales, en la persona de Pablo Lucero.
Desde 1841 los ranqueles comenzaron a sembrar trigo, maíz, zapallos, sandías, melones, cebada, etc.

## Calvaiú
El 15 de septiembre de 1844 murió Painé y lo sucedió su hijo mayor de Calvaiú (Callvunao, Calbán, Galván, Calbanao o Galbán).
Después de la Batalla de Caseros (1852) el presidente Justo José de Urquiza nombró a Baigorria comandante de toda la frontera con los indios. Fue nombrado comandante de la frontera sur de Córdoba, que incluía San Luis. Avanzó esa frontera algunas leguas hacia el sur, lo que causó nuevos malones, al mando de Mariano Rosas. Logró debilitar a este aliándose con Ignacio Coliqueo y dividiendo a los ranqueles al formar una tribu independiente, bajo el mando de su ahijado Baigorrita a la muerte del padre de este, Pichuin (o Pichún) en 1855.

## Mariano Rosas
En 1858 Calvaiú murió al explotar accidentalmente un cajón de pertrechos militares, asumiendo el mando ranquel Mariano Rosas. En ese momento le seguían en el mando ranquel Baigorrita, quien tenía sus tolderías en Poitahué, y Ramón Cabral (Nahuel, llamado Platero), asentado en Quenque.
En la Batalla de Cepeda, ocurrida el 23 de octubre de 1859, fuerzas ranqueles de Mariano Rosas combatieron en el bando de Urquiza.
El 17 de septiembre de 1861 los ranqueles de Trenel comandados por Baigorria participaron de la Batalla de Pavón al servicio de Bartolomé Mitre.
Como castigo a su apoyo a Urquiza, en 1862 se produjo la expedición del coronel Julio de Vedia a Leubucó, apoyado por Baigorria, sucediéndose luego los malones ranqueles hasta que el 18 de junio de 1865 Mariano Rosas firmó un tratado con el presidente Bartolomé Mitre. Luego de 6 meses sin que el Gobierno cumpliera con las indemnizaciones acordadas. Mariano Rosas puso fin al tratado y efectuó ataques sobre Río Cuarto en 1866.
Los ranqueles se aliaron a las fuerzas de Felipe Varela durante la rebelión contra la guerra del Paraguay y el Gobierno central. En la madrugada del 1 de abril de 1867, las fuerzas de los montoneros y sus aliados ranqueles, que habían aportado 500 lanzas a los insurrectos, fueron derrotadas en la Batalla de San Ignacio, a orillas del río Quinto.
Baigorrita efectuó un malón sobre Villa Mercedes en 1867 y otro sobre Villa La Paz (Mendoza) en 1868.
A fines de marzo de 1870 el general Lucio V. Mansilla, comandante del sector de la frontera contra los indígenas, habiéndose avanzado la línea hasta el río Quinto, hizo un viaje a Leubucó partiendo del Fuerte Sarmiento para negociar de igual a igual un tratado de paz, firmado ese año. Su relato de este viaje, Una excursión a los indios ranqueles, es una gloria de la literatura argentina. Mansilla debió viajar a Leubucó debido a que Mariano Rosas había jurado no volver a pisar tierra dominada por los blancos. El tratado firmado por Mansilla por orden del presidente Domingo Faustino Sarmiento con Mariano Rosas, Baigorrita y Ramón Cabral, no fue tratado en el Congreso argentino y quedó sin efecto en 1871 cuando el teniente coronel Antonino Baigorria atacó Leubucó.
Un nuevo tratado fue firmado en 1872. En el verano de 1874 una epidemia de viruela hizo estragos entre los ranqueles.
En 1875 se produjo la Campaña de Adolfo Alsina, llegando el coronel Leopoldo Nelson a Italó. El cacique ranquel Ramón Cabral se rindió al gobierno y se estableció en el sur de Córdoba con su tribu.

## Epumer
El 18 de agosto de 1877 murió Mariano Rosas y lo sucedió su hermano Epumer (Epugner, Epungner o Epu Nürü).
El 24 de julio de 1878 Epumer y Baigorrita firmaron un tratado de paz con el Gobierno Nacional, que fijó las fronteras en la Zanja de Alsina y en el río Negro.

S.E. el Señor Ministro de la Guerra, General Dn. Julio A. Roca, bajo la inteligencia de que los espresados Caciques y tribus reconocen y acatan como miembros y habitantes de la república Argentina la Soberanía Nacional y Autoridad de su Gobierno, ha convenido en lo siguiente:

Por cuanto ha sido concluido en esta Ciudad de Buenos Aires, un tratado entre el Teniente Coronel Dn.Manuel J. Olascoaga, comisionado al efecto por parte del Gobierno, y los Caciques Cayupan y Huenchugner (a) Chaucalito, como representante el primero del Cacique principal Manuel Baigorrita de Poitagüe y el segundo del Cacique de igual clase Epumer Rosas de Lebucó, cuyo tratado es a la letra como sigue:

Artículo 1° Queda convenido que habrá por siempre paz y amistad entre los pueblos cristianos de la República Argentina y las tribus Ranquelinas que por este convenio prometen fiel obediencia al Gobierno y fidelidad a la Nación de que hacen parte y el Gobierno por su parte les concede protección paternal (...)

Durante la Conquista del Desierto, la tercera división al mando de Eduardo Racedo partió de Villa Mercedes hacia Poitahué con 1350 soldados en 1879, entre ellos ranqueles de los caciques Cayupán (exnegociador de Baigorrita, establecido en Villa Mercedes como estanciero y luego accionista del Banco de Río Cuarto) y Simón. Dos grupos ranqueles que se dirigían a Río Cuarto en cumplimiento del tratado, fueron atacados por sorpresa por el ejército en Pozo del Cuadril, iniciándose las operaciones contra los ranqueles. Epumer logró escapar al ataque sobre Leubucó, pero Racedo hizo desenterrar los restos de Mariano Rosas y envió el cráneo a Estanislao Zeballos en Buenos Aires.
Baigorrita huyó hacia Neuquén con 600 guerreros y sus familias y fue perseguido por fuerzas del ejército y por Cayupán hasta alcanzarlo en junio de 1879 en Cochicó, no se logró su captura, pero sí la de 500 de sus seguidores, entre ellos su hermano Luis (Lucho) Baigorria. Posteriormente luchó en Añelo, Las Barrancas y Auca Mahuida y finalmente fue apresado y ultimado el 16 de julio de 1879 en la provincia del Neuquén. También en 1879 el general Rudecindo Roca tomó prisionero al último gran "lonco" (o cacique) ranquel de Leubucó, Epumer, quien fue confinado en la isla Martín García en 1880 y murió en 1890. Huaiquigner, segundo hijo de Mariano Rosas, condujo a los últimos ranqueles al exilio.

## Fin del ulmanato
El 19 de agosto de 1882, en cercanías de Puelén, el capitanejo Llancamil (o Yanquimil) protagonizó el último enfrentamiento armado ranquel con las fuerzas nacionales en la Batalla de Cochicó, logrando triunfar. Unos 30 ranqueles que escapaban de Mendoza (la versión oficial dice 300, desmentido por Yancamil), se enfrentaron a una cifra similar de soldados indígenas, quienes se retiraron con pérdidas en ambos lados. Yancamil se entregó en marzo de 1883.
Tras la captura de Epumer, los ranqueles fueron reducidos, ocupándose sus tierras. Algunos fueron expatriados hacia los ingenios azucareros de Tucumán, las canteras de Martín García y el Chaco. Otros fueron destinados a nuevas poblaciones, como la de General Conesa. Los ranqueles que siguieron al coronel Baigorria en 1852 se asentaron en el Fuerte 3 de Febrero en San Luis. Los de la tribu de Ramón Cabral, aliada del Gobierno, se asentaron en el Fuerte Sarmiento y luego se ubicaron en La Blanca, cerca de Luán Toro. El 28 de febrero de 1899 se estableció para ellos por decreto de Mitre la Colonia Emilio Mitre en el oeste de La Pampa. El 24 de abril de ese año se amplió su territorio a 80 000 ha. Pero luego, tras ser reducido su territorio en varias oportunidades (hasta la mitad), permanece como núcleo de este pueblo.